# Time Machine (программа)
Time Machine (в переводе с англ. — «машина времени») — система резервного копирования, разработанная Apple и встроенная в Mac OS X Leopard и более поздние версии macOS, а также одноименная программа, позволяющая просматривать содержимое резервных копий и восстанавливать как отдельные файлы, так и операционную систему целиком. Позиционируется компанией как простая утилита для резервного копирования. 
Первая демонстрация Time Machine состоялась 7 августа 2006 года на конференции WWDC.
Сайт Apple утверждает, что будет выпущен специализированный API, так что сторонние разработчики смогут интегрировать Time Machine в свои приложения (например, для сохранения промежуточных версий документов).
До 2018 года Apple выпускала беспроводную точку доступа со встроенным жестким диском Time Capsule (с англ. — «капсула времени»), позволяющую создавать резервные копии без проводов.

## Описание
После первоначальной настройки утилита каждый час создаёт на внешнем жёстком диске пользователя резервные копии файлов (включая файлы самой операционной системы), позволяя впоследствии найти и восстановить любой изменённый или удалённый пользователем файл.
Некоторые программы (например, Mail или приложения из пакета iWork) интегрированы с Time Machine и позволяют восстанавливать соответственно письма или более ранние версии документов.
Также Time Machine включает в себя функцию восстановления фотографий в iPhoto и контактов в Address Book. Базовая технология восстановления также рассчитана и на использование третьими приложениями — хотя сама программа создаёт резервные копии файлов системного уровня, требуемые файлы могут быть восстановлены не только из самого Finder, но также непосредственно и из самих приложений (таких как Address Book, iPhoto, iCal и т. д.)
Пользовательский интерфейс программы выглядит как ступенчатая колода «перелетающих» (тасующихся) окон, каждое из которых отображает состояние каталогов на определенный день. Пролистывая эти окна-ступени, пользователь может найти требуемую дату и выбрать файл или группу файлов, подлежащих восстановлению. Для отображения интерфейса используется Core Animation API.
Пользователю также доступно несколько настроек, имеющих отношение к процессу создания программой резервных копий, таких как:
- Изменение раздела или устройства, на котором Time Machine создаст резервные копии и сохранит настройки;
- Исключение некоторых файлов из списка сохранения при создании резервной копии.

## Исключения
Time Machine поддерживает две формы исключения: одна на основе настроенного пользователем списка путей (плюс набор системных значений по умолчанию), другая на основе расширенного атрибута файла com.apple.metadata:com_apple_backup_excludeItem dependencies. Поскольку атрибут применяется непосредственно к файлу или каталогу, перемещение или копирование не повлияет на исключение. Атрибут должен содержать строку com.apple.backupв любом формате списка свойств . Запись com.apple.MobileBackupвместо этого устанавливает исключение для резервных копий iOS. 
Известно, что Google Chrome использует этот атрибут для исключения своей истории.  Сторонние приложения резервного копирования, учитывающие этот параметр, включают CrashPlan и Arq.  Apple включает этот атрибут в tmutilутилиту командной строки , а также в CoreServices API. 

## Системные требования
Для создания локальных резервных копий Time Machine будет требовать наличие второго физического, незагружаемого присоединенного жесткого диска. 
Утилита также позволит создавать сетевые резервные копии на сетевом носителе Apple Time Capsule, на хосте Mac OS X Server, на сетевом диске в локальной сети, например на NAS.